# Артур Морейра
А́ртур Філі́пе Берна́рдеш Море́йра (порт. Artur Filipe Bernardes Moreira; більш відомий, як А́ртур (порт. Artur); нар. 18 лютого 1984, Авейру, Португалія) — португальський футболіст, півзахисник. Відомий виступами у складі таких португальських футбольних клубім, як «Бейра-Мар» та «Аванка». У складі цих клубів футболіст двічі ставав переможцем Сегунда-Ліги, а також півфіналістом кубку ліги Португалії.

## Життєпис
Артур Філіпе Бернардеш Морейра народився 18 лютого 1984 року в португальському місті Авейру. Свою кар'єру футболіста юнак розпочав у клубі «Табоейра», де грав два роки з 1997 року до 1999 року. Згодом молодик перейшов у коїмбрську «Академіку». Однак, відігравши у футбольній школі клубу лише рік, Артур перейшов до школи футбольного клубу «Бейра-Мар» з його рідного міста Авейру.
Згодом Морейру почали залучати до ігор основного складу клубу. Так у сезоні 2004-05 років юнак майже увесь сезон потрапляв до заявки тренера на матчі, однак, проводив їх на лавці запасних. Свій перший матч у португальській Прімейра-Лізі, де тоді грала команда, футболіст провів 12 грудня 2004 року проти гімарайського «Морейренсе». На той час тренерський штаб команди головував Мануель Саїда, він то й довірив юнакові вийти на футбольне поле. Щоправда, згодом команда, посівши 18 місце в елітному дивізіоні, вилетіла до Сегунда-Ліги, що стало приводом до звільнення тренера.
Почав свою кар'єру з місцевого клубу «Бейра-Мар», де програв дев'ять років і зіграв 86 матчів у лізі «Сагреш», забивши 20 м'ячів. За цей час на правах оренди грав у клубах «Гафанха» та «Аванка». 14 червня 2012 року Артур підписав контракт з одеським «Чорноморцем», який увійшов в силу з 1 липня того ж року. З січня 2013 року Артур грає, на правах оренди, у португальському футбольному клубі «Марітіму». Сезон 2012—2013 років футболіст із клубом завершив на 10-му місці ліги, відігравши 17 матчів, де забив 2 голи, а також один матч у кубку ліги країни. По закінченні сезону футболіст виявив бажання залишитися у португальському клубі.

## Статистика виступів
| «Марітіму»                                                                         | ПЛ                | 2013-14           | 14  | 0  | 2 | 0 | КЛ | 2  | 0 | 18  | 0  |
| «Марітіму»                                                                         | ПЛ                | 2012-13           | 17  | 2  | 0 | 0 | КЛ | 1  | 0 | 18  | 2  |
| «Марітіму»                                                                         | Всього            | Всього            | 31  | 2  | 2 | 0 |    | 3  | 0 | 36  | 2  |
| «Чорноморець»                                                                      | ПЛ                | 2012-13           | 5   | 0  | 0 | 0 | -  | -  | - | 5   | 0  |
| «Чорноморець»                                                                      | Всього            | Всього            | 5   | 0  | 0 | 0 |    | 0  | 0 | 5   | 0  |
| «Бейра-Мар»                                                                        | ПЛ                | 2011-12           | 26  | 5  | 1 | 0 | КЛ | 2  | 0 | 29  | 5  |
| «Бейра-Мар»                                                                        | ПЛ                | 2010-11           | 26  | 4  | 2 | 0 | КЛ | 5  | 2 | 33  | 6  |
| «Бейра-Мар»                                                                        | СЛ                | 2009-10           | 26  | 8  | 2 | 1 | КЛ | 3  | 1 | 31  | 10 |
| «Бейра-Мар»                                                                        | СЛ                | 2008-09           | 24  | 2  | 0 | 0 | КЛ | 1  | 1 | 25  | 3  |
| «Бейра-Мар»                                                                        | СЛ                | 2007-08           | 21  | 0  | 0 | 0 | -  | -  | - | 21  | 0  |
| «Бейра-Мар»                                                                        | ПЛ                | 2006-07           | 6   | 0  | 0 | 0 | -  | -  | - | 6   | 0  |
| «Бейра-Мар»                                                                        | СЛ                | 2005-06           | 20  | 0  | 0 | 0 | -  | -  | - | 20  | 0  |
| «Бейра-Мар»                                                                        | ПЛ                | 2004-05           | 3   | 0  | 0 | 0 | -  | -  | - | 3   | 0  |
| «Бейра-Мар»                                                                        | Всього            | Всього            | 152 | 19 | 5 | 1 |    | 11 | 4 | 168 | 24 |
| Всього за кар'єру                                                                  | Всього за кар'єру | Всього за кар'єру | 193 | 21 | 7 | 1 |    | 14 | 4 | 209 | 26 |
| ПЛ — Прем'єр-ліга (Прімейра-Ліга); СЛ — Сеґунда ліга; КлП — Кубок ліги Португалії. |                   |                   |     |    |   |   |    |    |   |     |    |
| Останнє оновлення 26 січня 2014                                                    |                   |                   |     |    |   |   |    |    |   |     |    |

## Титули та досягнення

### Португалія
«Бейра-Мар»:
- Чемпіон другого дивізіону чемпіонату Португалії (2): 2005–2006, 2009–2010
- Півфіналіст кубок ліги Португалії (1): 2007–2008